# Elettromotrici FIAT serie 500
Le Elettromotrici FIAT serie 500 (note anche come MR500 e Fiat 500) sono state un gruppo di elettromotrici adibite al servizio metropolitano, in composizione bloccata a scartamento ordinario. Costruite nella seconda metà degli anni '80 in concomitanza con le Elettromotrici MB100, inizialmente previste entrambe per la  linea B della metropolitana di Roma, fecero principalmente esercizio sulla Ferrovia Roma-Lido. 

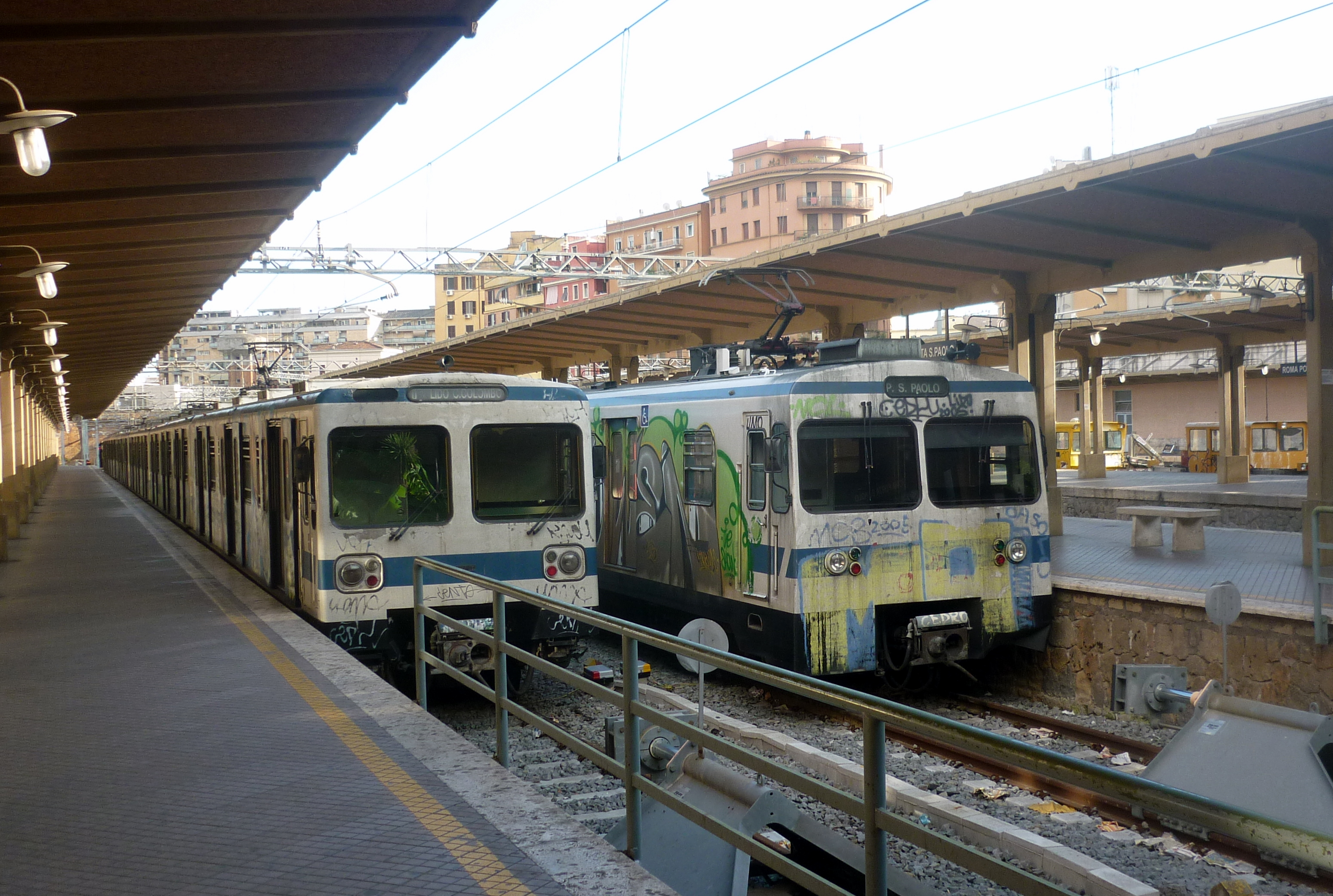
”MR”500 (a sinistra) accanto ad una MR600 (a destra) alla stazione di Porta San Paolo nel 2010

I mezzi furono ordinati a Fiat Ferroviaria nel 1987 dal comune di Roma per il rilancio della Ferrovia Roma-Lido; tuttavia il Ministero dei trasporti avrebbe imposto al comune di impiegare tali mezzi sulla  linea B della metropolitana di Roma, di cui allora era in corso il rifacimento della tratta esistente e il prolungamento fino a Rebibbia (inaugurato nel 1990), costringendo il costruttore a mutare in corso d’opera la sagoma limite del veicolo.
In realtà alla fin fine solo due convogli viaggiarono per pochi giorni sulla  linea B della metropolitana di Roma, mentre il resto rimase in servizio sulla Ferrovia Roma-Lido. Dal disegno delle cosiddette MR500 derivarono le MR 600, costruite da Firema nel 1998.
Le MR500 furono accantonate nei primi anni 2000 col trasferimento delle MA100 dalla  linea A della metropolitana di Roma alla Ferrovia Roma-Lido ma furono temporaneamente reimmesse in servizio nel 2010 in seguito al ritiro provvisorio delle MA 100. Furono accantonate definitivamente nel 2017.